# Mihoko Iwaya
Mihoko Iwaya (岩屋 美保子 Iwaya Mihoko?), är en japansk tidigare fotbollsspelare.
Mihoko Iwaya debuterade för japans landslag den 13 juni 1981 i en 1–0-vinst över Indonesien. Hon spelade 2 landskamper för det japanska landslaget. Hon deltog bland annat i Asiatiska mästerskapet i fotboll för damer 1981.